# برايان إل. بيرن
برايان إل. بيرن (بالإنجليزية: Brian L. Byrne) هو عالم نفس أسترالي، ولد في 1942.